# ABC dla Włocławka i Kujaw
ABC dla Włocławka i Kujaw – włocławska mutacja warszawskiego dziennika ABC; o orientacji narodowej
Dziennik ukazywał się w latach 1926-1939 i był „najsilniejszym dziennikiem na swoim terenie”. W drugiej połowie lat 30. redagowaniem gazety zajmowały się dwie osoby: Roman Ściślak i Wacław Tomaszewski. Oprócz materiałów „ABC” i informacji lokalnych publikowano także teksty osób niezwiązanych z redakcją – pojawiały się np. artykuły wieloletniego redaktora włocławskiego „Ateneum Kapłańskiego”, księdza Stefana Wyszyńskiego, późniejszego prymasa Polski.
Liczne zachowane numery tego czasopisma udostępniane są czytelnikom m.in. w Bibliotece Narodowej (największy zbiór), Bibliotece Uniwersyteckiej w Toruniu i Bibliotece Uniwersyteckiej w Warszawie.